# Mount Colburn
Mount Colburn ist ein 522 m hoher Berg im ostzentralen Teil der Shepard-Insel vor der Hobbs-Küste des westantarktischen Marie-Byrd-Lands.
Seine Kartierung fand am 4. Februar 1962 von Bord des Eisbrechers USS Glacier statt. Das Advisory Committee on Antarctic Names benannte ihn 1963 nach Leutnant Richard E. Colburn, dem Kommunikationsoffizier des Schiffes.